# Isoluoto, Gustavs
Isoluoto är en ö i Finland. Den ligger i Skärgårdshavet och i kommunen Gustavs i landskapet Egentliga Finland, i den sydvästra delen av landet. Ön ligger omkring 47 kilometer väster om Åbo och omkring 200 kilometer väster om Helsingfors.
Öns area är 44,6 hektar och dess största längd är 0,9 kilometer i nord-sydlig riktning. Ön höjer sig omkring 20 meter över havsytan.